# Desaster
Desaster es una banda alemana de thrash metal formada en 1988.

## Rasgos musicales y letras

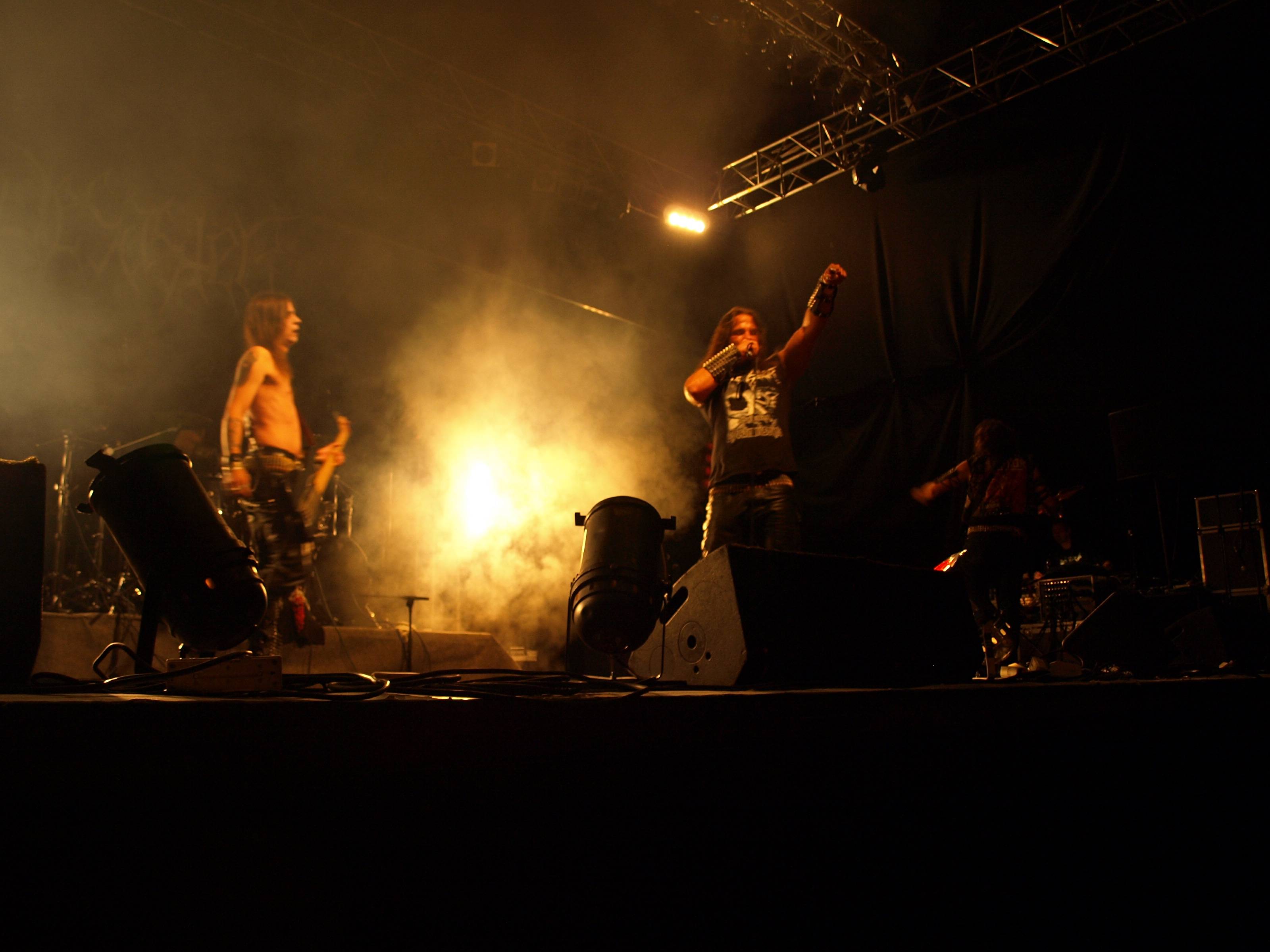
Desaster en Jalometalli 2008.

Influenciados por Black Sabbath, Venom, Destruction, Celtic Frost, Bathory, Slayer y Sarcófago, sus canciones hablan mayormente de odio, guerra y satanismo. Después de dos demos y un split, en 1996 se publica el primer álbum de estudio, denominado A Touch of Medieval Darkness, teniendo gran aceptación por parte de los fanes.
El segundo álbum, Hellfire's Dominon, se publicó en septiembre de 1998. Durante su grabación la banda participó en el tributo a Sodom Homage to the Gods. En el verano de 2001 colaboraron en el tributo brasileño a Sabbat.
Algo que caracterizó a la agrupación desde sus inicios han sido los constantes cambios en su formación, pero esto no les ha impedido trabajar en grandes álbumes como Angelwhore o su participación en diversos festivales y giras que incluyeron Europa y Sudamérica. En mayo de 2007 la banda lanzó su quinto álbum 666 – Satan's Soldiers Syndicate.

## Formación actual
- Guido Wissmann "Sataniac" - Voces
- Infernal - Guitarra
- Odin - Bajo
- Tormentor - Batería

## Miembros pasados
- Okkulto - Voces(1992-2001)
- Creator Cassie - Voces y bajo(1988-1990)
- Thorim (Tobias Moelich) - Batería (1995-1996)
- Luggi - Batería (1992-1995)
- Alexander Arz - Batería (1988-1990)

## Demos
- The Fog of Avalon (1993)
- Lost in the Ages (1994)

## Discografía
- A Touch of Medieval Darkness (1996)
- Stormbringer (EP 1997)
- Hellfire's Dominion (1998)
- Tyrants of the Netherworld (2000)
- Divine Blasphemies (2002)
- Angelwhore (2005)
- 666 – Satan's Soldiers Syndicate (2007)
- The Arts of Destruction (2012)
- Live In Bamberg (2014)
- The Oath of an Iron Ritual (2016)
- Churches Without Saints (2021)